# Pizza Express
PizzaExpress è una catena di ristoranti-pizzerie britannica. La catena fu fondata nel 1965 da Peter Boizot.

## Storia
Il primo ristorante aprì in Wardour Street a Londra con un forno per la pizza importato dall'Italia e uno chef italiano.
Nel 2003 più di 300 ristoranti della catena erano stati aperti nel Regno Unito e in Irlanda, dove sono noti con il marchio Milano.
Ci sono anche 18 ristoranti col marchio Pizza Marzano in Spagna, Francia, Ungheria, Grecia e Cipro.
Nel 2007 l'azienda è stata acquisita dal gruppo Cinven per 900 milioni di Pound, per essere poi nuovamente ceduta alla cinese Hony Capital nel 2014 per la stessa cifra.
Le difficili condizioni di lavoro sono state spesso portate all'attenzione dei sindacati
.